# Ed Devereaux
Pour les articles homonymes, voir Devereaux.
Ed Devereaux est un acteur et réalisateur australien, né le 27 août 1925 à Sydney (Australie), et mort d'un cancer le 17 décembre 2003 à Hampstead (Royaume-Uni).

## Filmographie

### comme acteur
- 1955 : Little Red Monkey : American Sailor
- 1957 : The Shiralee : Christy
- 1958 : Allez-y, sergent! (Carry On Sergeant) : Sergeant Russell
- 1959 : Floods of Fear : National Guard #2
- 1959 : The Captain's Table : Brickwood
- 1959 : Carry On Nurse : Alec Lawrence
- 1960 : Man in the Moon : Storekeeper
- 1960 : Watch Your Stern : Cmdr. Phillips
- 1960 : Bottoms Up (en) : Policeman
- 1960 : Les Dents du diable (The Savage Innocents) : Pilot
- 1960 : There Was a Crooked Man : American Colonel
- 1961 : Carry On Regardless : Mr. Panting
- 1961 : Un personnage très important (Very Important Person) : Webber
- 1962 : Mix Me a Person : Supt. Malley
- 1962 : Carry On Cruising : Young Officer
- 1962 : Mot de passe : courage ( The Password Is Courage) : Aussie
- 1963 : Live It Up! (en) : Herbert Martin
- 1963 : Jules de Londres (The Wrong Arm of the Law) : Bluey May
- 1963 : Heavens Above! : Communications Officer
- 1963 : Ladies Who Do : Mr. Gubbins
- 1963 : Les Révoltés du Venus (Carry On Jack) : Hook, Pirate
- 1964 : Le Saint :  Charmante Famille (saison 3 épisode 7) : Wally Kinsall
- 1964 : The Bargee : Boat Man
- 1964 : Never Put It In Writing : Pringle
- 1965 : My Brother Jack (série télévisée)
- 1966 : Skippy le kangourou (Skippy) (série télévisée) : Matt Hammond, the head ranger
- 1966 : They're a Weird Mob : Joe Kennedy
- 1967 : Journey Out of Darkness : Jubbal
- 1969 : The Intruders (en) : Matt Hammond, Head Ranger
- 1971 : Nickel Queen : Harry Phillips
- 1971 : Amicalement vôtre (The Persuaders) : Le Mot de passe (Anyone Can Play), de Leslie Norman (série télévisée) : Ryker
- 1972 : Bless This House (en) : Jim
- 1973 : The Death of Adolf Hitler (TV) : Martin Boormann
- 1974 : Barry McKenzie Holds His Own : Sir Alec Ferguson
- 1974 : La Chute des aigles (Fall of Eagles) (feuilleton TV) : Purtales
- 1976 : Une fille... pour le diable (To the Devil a Daughter) : Reporter
- 1976 : Pressure : Police Inspector
- 1977 : Come Back, Little Sheba (en) (TV) : Elmo
- 1978 : Money Movers : Dick Martin
- 1978 : Edward & Mrs. Simpson (feuilleton TV) : Lord Beaverbrook
- 1979 : The Rock Pool (TV)
- 1982 : We'll Meet Again (série télévisée) : Col. Rufus Krasnowici
- 1983 : The Dismissal (feuilleton TV) : Phillip Lynch
- 1983 : Kings (série télévisée) : George King
- 1985 : Claudia : George
- 1985 : Bon voyage (TV) : Mr. Teitelbaum
- 1985 : Robbery Under Arms (TV) : Ben
- 1985 : Rendez-vous à Fairboroug (Reunion at Fairborough) (TV) : George Kloss
- 1988 : The Clean Machine (TV) : Commissioner Fred Riley
- 1988 : True Believers (feuilleton TV) : Ben Chifley
- 1989 : The Saint: Fear in Fun Park (TV)
- 1989 : Goldeneye: The Secret Life of Ian Fleming (TV) : Sir William Stephenson
- 1989 : Tanamera - Lion of Singapore (feuilleton TV) : Grandpa Jack
- 1989 : Snakes and Ladders (série télévisée) : Lord Tewkesbury
- 1990 : I Bought a Vampire Motorcycle (en) : Pub Landlord
- 1990 : Buddy's Song : Bookie
- 1996 : The Preventers (TV) : Roger Stavro Mordik
- 1998 : Absolutely Fabulous: Absolutely Not! (vidéo) : Max

### comme réalisateur
- 1966 : Skippy le kangourou (Skippy) (série télévisée)